# EC Comics
Vous lisez un « article de qualité » labellisé en 2013.
Entertainment Comics, plus connue sous le nom d’EC Comics, est une maison d'édition américaine de bande dessinée qui connut son heure de gloire durant la première partie des années 1950 avec la publication de comic books d'horreur (The Crypt of terror, The Vault of Horror et The Haunt of Fear), d'aventures (Two-Fisted Tales et Frontline Combat), d'humour (Mad et Panic) et de science-fiction (Weird Science et Weird Fantasy).
Fondée sous le nom Educational Comics par Max Gaines en 1945, elle fut reprise, après la mort de ce dernier, par son fils William Gaines en 1947. Après des débuts difficiles, la société connut le succès lorsque furent édités les comic books d'horreur, ce que Bill Gaines appela le New Trend (« nouvelle tendance »). L'entreprise devint alors florissante et les scénaristes, sous la houlette de Bill Gaines et de Al Feldstein (scénariste, dessinateur et rédacteur en chef de sept titres), étaient entourés par des dessinateurs très talentueux tels que Wally Wood, Harvey Kurtzman, Bernie Krigstein...
Cependant le graphisme et les scénarios ne plaisaient pas à certaines associations familiales désireuses de protéger leurs enfants de l'influence néfaste qu'elles attribuaient aux comics. Les bandes dessinées d'horreur et policières étaient jugées comme une cause majeure de la délinquance juvénile. Le livre Seduction of the Innocent du psychiatre Fredric Wertham confirma ces craintes si bien qu'une commission sénatoriale fut mise en place pour juger de cette question. Cela aboutit à la création de la Comics Code Authority et l'arrêt de presque toutes les séries New Trend. En 1955, EC Comics, après des essais de comic books acceptables par le Comics Code, ne réussit pas à retrouver son lectorat et connut une grave crise financière. Elle cessa alors de publier des comics et seul Mad, dont le rédacteur en chef était Harvey Kurtzman, continua à être édité, sous la forme d'un magazine. Celui-ci existe encore de nos jours.
Si les comic books publiés par EC ont disparu, leurs qualités artistiques et leurs scénarios bien construits ont continué à passionner de nouveaux lecteurs grâce à des rééditions continues. L'influence des bandes dessinées publiées par EC, et celle de Mad en particulier, a été importante pour toute une génération d'artistes, qu'ils soient auteurs de bande dessinée (américains comme Frank Miller, Art Spiegelman ou anglais comme Alan Moore), écrivains (Stephen King) ou réalisateurs (David Cronenberg, George A. Romero) entre autres ; plus généralement ces comics, qui révélaient ce qui se cachait derrière l'idéologie du rêve américain, ont été jugés par certains comme un des éléments de la révolte de la jeunesse, une décennie plus tard, contre le système social en place.

## Histoire

### Des origines auNew Trend

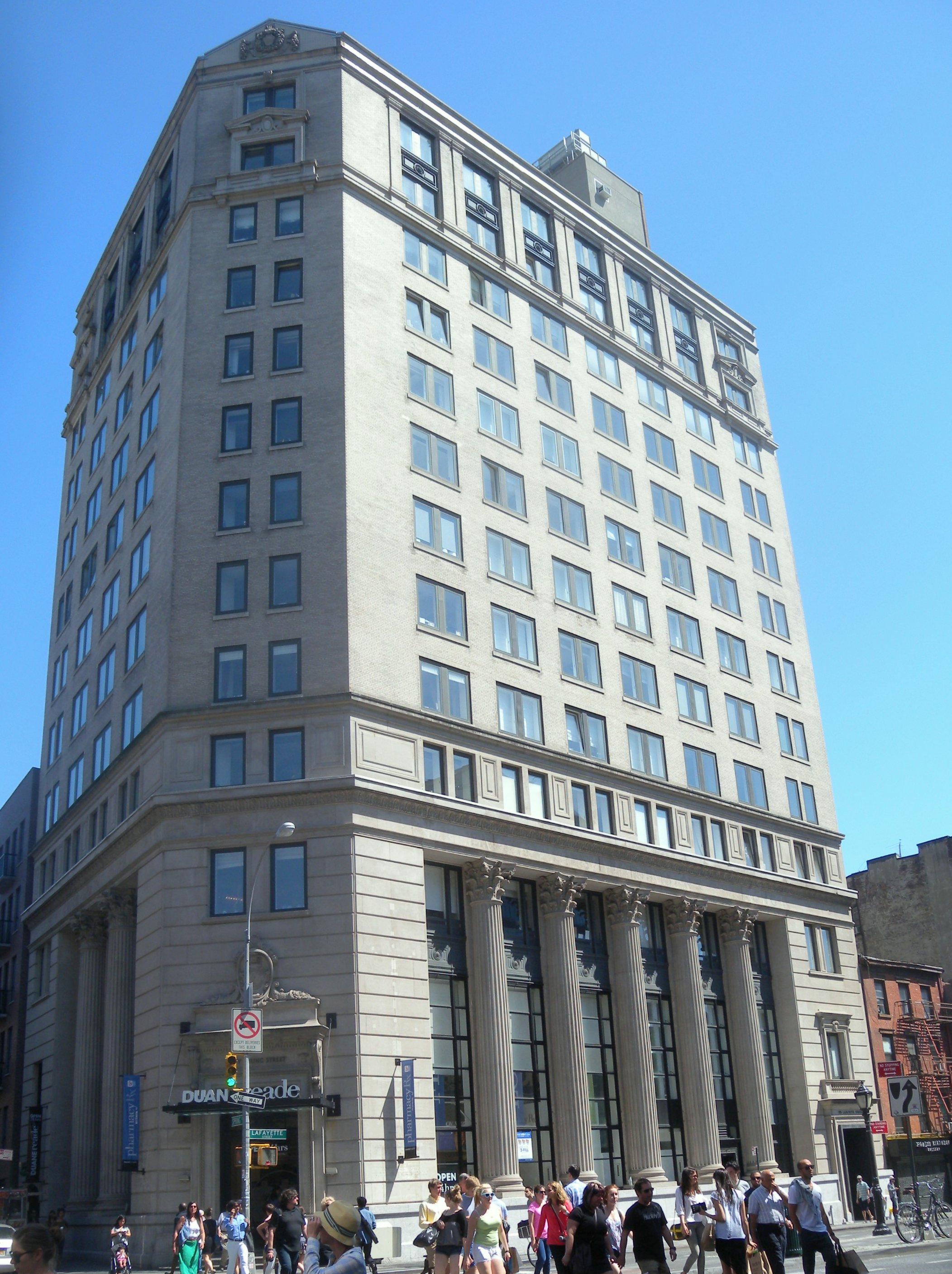
225 Lafayette Street à New York, bâtiment qui abrita l'éditeur EC Comics

À l'origine d'EC Comics se trouve l'éditeur Max Gaines, pionnier du comic book. En 1945, après avoir vendu sa maison d'édition All-American Publications à DC Comics pour la somme de 500 000 dollars, il fonde la société Educational Comics pour publier des comic books éducatifs. Rapidement, la production se diversifie et les comics sont religieux, éducatifs ou humoristiques. Par la suite, selon la thématique du comics publié, le « E » d'« EC » signifie Educational (éducatif) ou Entertaining (amusement). Les séries durent peu de numéros (entre un et dix) et n'ont pas assez de succès pour permettre à l'éditeur de gagner de l'argent ; de ce fait, EC est constamment endetté.
Le 20 août 1947, Max Gaines meurt dans un accident de bateau, ce qui amène son fils William, surnommé Bill, à prendre la tête de la compagnie et à poursuivre cette politique éditoriale éducative ou humoristique. Bill Gaines, qui se prépare à devenir professeur de chimie, ne veut pas, a priori, travailler dans le monde de la bande dessinée. Mais sa mère insiste tant pour qu'il prenne la suite de son père, qu'il finit par accepter. Quand Bill Gaines succède ainsi à son père, EC comics est endetté à hauteur de 110 000 $.
En mars 1948, Bill Gaines rencontre un jeune dessinateur, Al Feldstein, âgé de seulement 22 ans, qui cherche du travail. Les deux hommes s'entendent immédiatement et se mettent à travailler ensemble à l'écriture des scénarios et à la direction éditoriale que doit suivre l'entreprise. Sous l'influence de Al Feldstein, EC comics change peu à peu de politique éditoriale. Les comic books publiés peuvent encore, comme à l'origine, être éducatifs (souvent à la demande d'organisations religieuses ou enseignantes), mais de plus en plus souvent, leurs thèmes sont davantage en adéquation avec les goûts des adolescents : western, romance et policier. EC, qui a été longtemps déficitaire, commence à atteindre l'équilibre financier.
Cependant, Bill Gaines et Al Feldstein publient des bandes dessinées qu'ils n'apprécient pas. Ils se contentent de suivre la mode. Ils décident alors de ne plus se contenter de suivre mais d'être originaux et, comme l'un et l'autre sont passionnés de récits fantastiques radiodiffusés (telles que Inner Sanctum et Lights Out) et de nouvelles ou de romans de ce genre, ils décident de tenter l'expérience de diffuser des histoires d'horreur,. War against Crime et Crime Patrol accueillent à partir de leur 10e numéro une histoire fantastique. Le succès est au rendez-vous et l'abandon de l'ancienne ligne de comic books est décidé pour faire place à une nouvelle.

### LeNew Trend

#### L’âge d’or des EC Comics
Cette nouvelle politique éditoriale fut, a posteriori, appelée le New Trend. Les comic books policiers deviennent des comic books d'horreur : (Crime patrol est renommé The Crypt of Terror et War against crime The Vault of Horror) ; de même le western Gunfighter est changé en The Haunt of Fear. Deux des titres de romance changent de thématique pour proposer de la science-fiction : Saddle Romances est rebaptisé Weird Science et A moon, a girl...romance prend le titre de Weird Fantasy. Seul est poursuivi sans changement Modern Love, mais il est finalement arrêté en août 1950. Le changement de titre et de genre n'est pas déclaré au service de la poste américaine, afin de ne pas avoir à payer les taxes imposées pour la distribution d'un nouveau comic book. La numérotation continue pour faire croire qu'il s'agit toujours du même comic book. Cependant au bout de quelques mois la poste découvre ce subterfuge et oblige Gaines à recommencer la numérotation des comics et à payer les taxes nécessaires. EC comics connaît le succès et gagne enfin de l'argent. William Gaines décide alors d'augmenter le nombre de séries publiées.
Il confie à Harvey Kurtzman, dessinateur et scénariste pour EC qui souhaitait plus s'investir dans la création, le rôle de rédacteur en chef de Two-Fisted Tales. À l'origine il devait s'agir d'un comic book d'aventures, mais la guerre de Corée amène Kurtzman à réorienter le périodique dans une thématique d'histoires de guerre. Le succès du titre conduit à la création en 1951 d'un autre du même genre, également dirigé par Kurtzman : Frontline Combat. Le nombre de comic books publiés s'étoffe aussi en octobre 1950 avec Crime SuspenStories, qui présente des histoires criminelles et un récit d'horreur, et en 1952 avec Shock SuspenStories qui mêle des récits de plusieurs genres (science-fiction, horreur, policier, fantastique et « critique sociale »). Le succès est très important aussi bien financièrement qu'en nombre de lecteurs : entre 350 000 et 400 000 exemplaires des comic books d'horreur se vendent chaque mois en 1953 ; ceux de guerre et de science fiction tournent autour de 225 000 exemplaires.
Le chiffre d'affaires d'EC est d'un million de dollars par an, le bénéfice net de 50 000 $. Les revenus proviennent essentiellement de la vente des comic books puisque trois pages seulement sont occupées par des publicités. Si ce sont ceux d'horreur qui ont le plus frappé l'imagination du public, et sont restés associés au nom EC Comics, le succès le plus durable d'EC est toutefois le titre satirique Mad, initialement édité par Harvey Kurtzman à partir d'octobre 1952 et qui existe toujours sous la forme d'un magazine. Ce lectorat important suscite la création d'un fan club, The EC Fan-Addict Club, qui sera le premier de ce genre créé par une maison d'édition américaine et qui disposera de son propre journal. De 1950 à 1954, EC Comics connaît donc son âge d'or. Les comics se vendent bien et le contenu est de qualité avec des dessinateurs tels que Wally Wood, Joe Orlando, Harvey Kurtzman, etc. qui illustrent les scénarios de Gaines, Feldstein et Kurtzman.

#### La fin de l'âge d’or

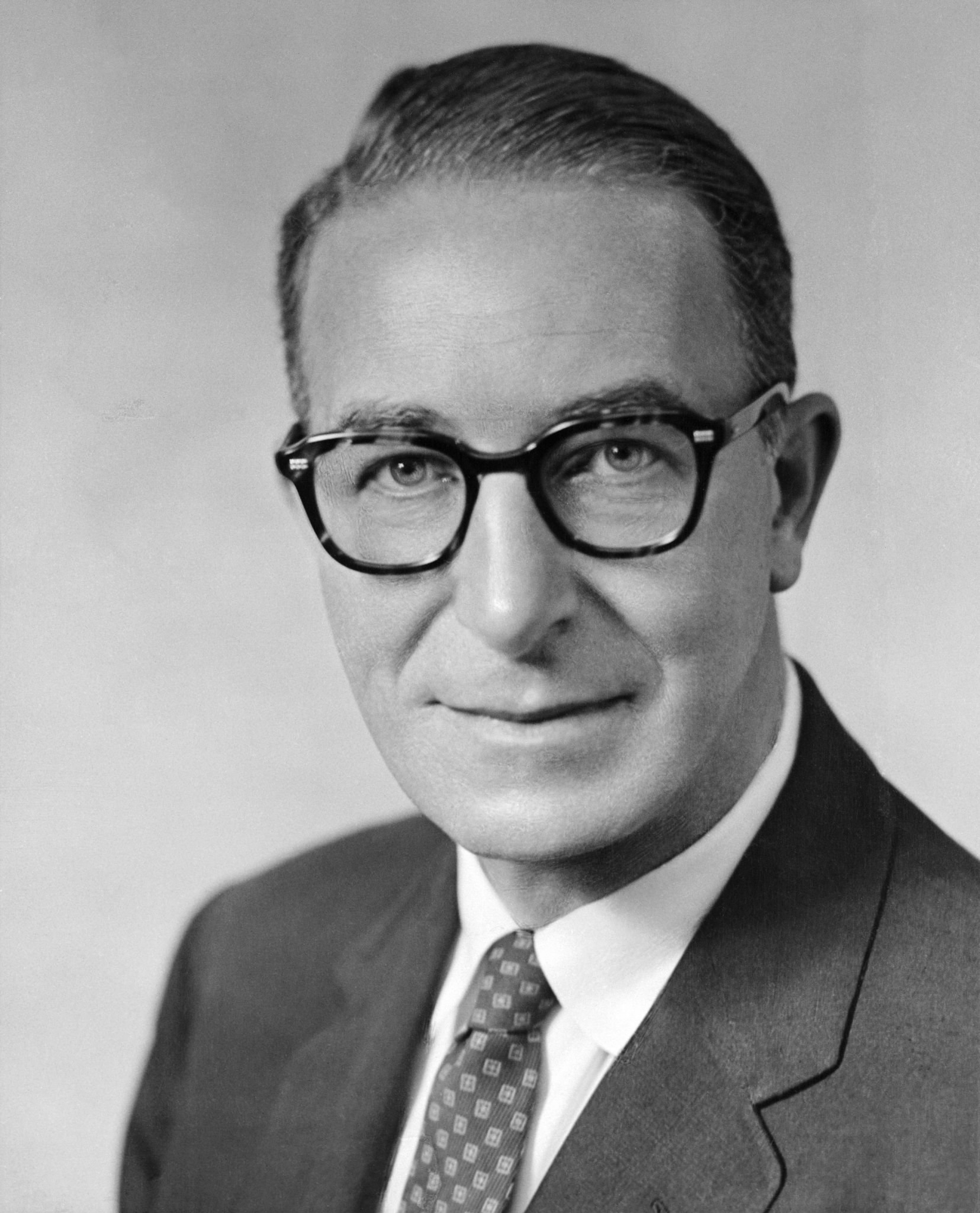
Estes Kefauver sénateur auteur du rapport sur les comic books et la délinquance juvénile

Cependant, si les jeunes lecteurs apprécient les comics, il n'en est pas de même pour une partie de la population adulte qui milite contre leur publication. Des associations, entre autres religieuses, critiquent les comic books, les accusant de présenter des images violentes ou sexuelles. Des comics sont littéralement mis au bûcher. Cette critique populaire est relayée par le psychiatre Fredric Wertham, auteur du livre Seduction of the Innocent, qui lie criminalité adolescente et lecture de comic books et qui reproche aux comics d'exposer les enfants à des situations et images choquantes. Cela amène l'État fédéral à décider une enquête et à mettre en place pour cela en 1953 un sous comité sénatorial sur la délinquance juvénile. Les audiences publiques ont lieu d'avril à juin 1954. Le comité auditionne entre autres Fredric Wertham et William Gaines mais aussi les dessinateurs Walt Kelly et Milton Caniff, de personnes travaillant pour des maisons d'édition ou de distribution, des psychanalystes et des avocats. L'audience de Gaines est une catastrophe. Gaines est alors présenté par la presse comme un être cynique et les comic books sont encore plus largement montrés du doigt.
Pour éviter la menace d'une loi censurant les bandes dessinées, Bill Gaines invite ses collègues éditeurs à financer une recherche universitaire afin d'évaluer sérieusement les supposés méfaits des comics. Cette réunion débouche finalement, au grand dam de Gaines, sur la décision de créer un code listant ce qui est acceptable dans un comic book, le Comics Code. Peu de temps après, les éditeurs mettent en place la Comics Code Authority, organisme chargé de vérifier la bonne moralité des publications selon les indications du code. Cette décision va dans le sens des recommandations du sous-comité sénatorial qui, dans son rapport final, refuse la promulgation d'une loi permettant la censure des comics, mais invite les éditeurs à réguler les publications eux-mêmes, sur le modèle de ce qui se faisait à Hollywood depuis les années 1930 avec le Code Hays.

### La lente agonie d'EC
En septembre 1954, les éditeurs fondent la Comics Magazine Association of America (CMAA), qui regroupe 90 % des éditeurs. Ils demandent à un magistrat new-yorkais, Charles F. Murphy, d'établir un code de bonne conduite. Ainsi se met en place la Comics Code Authority chargée d'approuver ou de rejeter les comic books en fonction de critères de décence très stricts. Parmi ceux-ci, certains semblent délibérément tournés contre EC, comme l'interdiction de mots tels que « Crime » ou « Terror » dans les titres de comic books. De plus les monstres (vampires, loup-garous, zombies, etc.) sont interdits.
Gaines décide dans un premier temps de ne pas adhérer à l'association. Mais les distributeurs refusant de transporter ses titres en l'absence d'approbation de la CCA, il supprime rapidement ses séries d'horreur et les deux titres Suspenstories. Les séries de guerre ont auparavant été arrêtées, car Harvey Kurtzman préférait se consacrer à Mad. Weird Science-Fantasy, qui est né de la fusion de Weird Science et Weird Fantasy, est renommé en Incredible Science Fiction et une série de nouveaux titres d'aventures est créée pour remplacer les titres supprimés : Aces High, Valor, Piracy, Impact, Psychoanalysis, M.D, Extra. Gaines ne veut toujours pas adhérer à la CMAA, mais les ventes s'en ressentent, car les distributeurs refusent ses publications. Les ventes de celles-ci atteignent entre 10 et 15 % de celles des publications du New Trend. À partir du deuxième numéro, les comic books sont donc soumis au Comics Code, mais les ventes progressent peu et sont insuffisantes pour espérer amener la rentabilité (elles atteignent 20 % des ventes du New Trend). Ils sont donc abandonnés et remplacés par des magazines surnommés Picto-Fiction (Confessions Illustrated, Crime Illustrated, Shock Illustrated, Terror Illustrated) dans lesquels sont publiées des nouvelles illustrées. Ceux-ci ne durent que deux ou trois numéros, car ils sont eux aussi des échecs commerciaux. Quand en 1956 le distributeur d'EC, Leader News, fait faillite, Gaines décide d'arrêter l'ensemble des titres qu'il publiait encore à l'exception du magazine satirique Mad qui est bénéficiaire. Les difficultés financières d'EC obligent cependant Gaines à renflouer la société avec ses fonds propres et ceux de sa mère à hauteur de 110 000 $.
En 1961, Bill Gaines vend EC Comics (qui est réduit à Mad) à l'entreprise Premier Industry qui la revend en 1964 à National Periodicals, branche de DC Comics,. DC Comics est par la suite rachetée par l'entreprise Kinney Parking Company, qui devient aussi propriétaire de la Warner Bros. Cette entreprise change de nom plusieurs fois, au gré d'achats et de ventes d'entreprises, pour devenir enfin Time Warner. Bill Gaines reste à la tête de Mad jusqu'à sa mort en 1992 malgré les vicissitudes que connaît la maison-mère. Légalement, EC Comics existe toujours et demeure propriétaire des droits de Mad, mais de fait DC Comics, étant propriétaire à 100 % d'EC, est seul responsable de ce magazine.

## Le style EC
Le succès d'EC, et la persistance de sa mémoire dans le monde des comics, tient sans doute à l'addition de trois éléments : des histoires particulièrement horribles, mais bien écrites et mises en images par les meilleurs dessinateurs de l'époque. Elle est aussi probablement liée à la volonté de Bill Gaines, Al Feldstein et Harvey Kurtzman de produire des œuvres qu'eux-mêmes appréciaient et d'accorder tout le soin possible à l'édition de leurs œuvres.

### Une écriture soignée
Bill Gaines devient un patron qui s'investit totalement dans son entreprise en participant aux choix éditoriaux et à l'écriture des comics, après sa rencontre avec Al Feldstein, et l'envol des ventes suit l'arrivée de ce dernier. Bill Gaines et lui mettent au point une technique de travail utilisée ensuite pour tous les titres, exceptés ceux édités par Harvey Kurtzman. Bill Gaines lit énormément et note tout ce qui lui semble une idée possible d'histoire. Le lendemain, il présente ces notes à Feldstein qui en valide certaines. Pour écrire leurs scénarios, Feldstein et Gaines s'inspirent donc des romans et des nouvelles qu'ils apprécient et les adaptent sans se soucier des droits d'auteurs. Ainsi dans les comics d'horreur, on trouve des histoires inspirées de nouvelles d'Edgar Allan Poe, H. P. Lovecraft ou Ray Bradbury. Seul ce dernier leur rappelle que l'utilisation de ses textes suppose une compensation financière. Les deux parties, s'appréciant mutuellement, trouvent rapidement un accord et plusieurs comics d'EC incluent des adaptations officielles de nouvelles de Bradbury.
À partir de l'histoire choisie, Al Feldstein propose un scénario, et écrit à la machine les textes mis en phylactères. L'écriture du scénario se fait en pensant déjà au dessinateur qui sera chargé de le mettre en images. Lorsque celui-ci vient dans les bureaux d'EC pour remettre les pages d'une histoire qui lui a été proposée précédemment, il reçoit ce nouveau scénario et les pages, avec les textes déjà inscrits. À charge pour lui d'organiser la planche en tenant compte de ces exigences,. En même temps qu'il reçoit ce travail, Bill Gaines lui remet un chèque immédiatement pour les planches fournies (ce qui est exceptionnel pour un éditeur de comics). La paie d'un dessinateur débutant est de 18 $ la page dessinée, 13 $ pour l'encrage. Le tarif plus tard peut monter jusqu'à 50 $ la page. Avec cette technique, Al Feldstein peut écrire environ 144 à 168 histoires par an entre 1950 et 1953. Cela lui permet de gagner très correctement sa vie puisque la paie est de 6 à 7 $ la page scénarisée. À partir de 1954, fatigué de ce rythme effréné, Bill Gaines se décide à engager des scénaristes tels que Carl Wessler, Otto Binder, Jack Oleck. Même si Al Feldstein n'est plus le seul scénariste, cela ne l'empêche pas, en tant que rédacteur en chef de réécrire les scénarios qui lui sont soumis avant de les proposer aux dessinateurs. Il continue à porter ce regard critique plus tard quand il devient rédacteur en chef de Mad. En effet, après le départ de Harvey Kurtzman en avril 1956, Bill Gaines appelle Al Feldstein pour prendre la place d'éditeur de Mad. Mad est à l'époque un magazine qui se vend très bien (environ 375 000 exemplaires vendus pour chaque numéro), mais sous la houlette de Feldstein les ventes grimpent jusqu'à atteindre 2 800 000,. Non seulement Feldstein édite le titre, mais il réécrit certaines histoires et prépare des esquisses pour certains dessinateurs.
Comme Feldstein, Harvey Kurtzman édite les comic books dont il est responsable avec une méthode qui ne varie pas. Toutefois, il s'avère plus directif dans son rôle d'éditeur car il donne aux artistes des pages où chaque case est déjà crayonnée. Le dessinateur doit suivre scrupuleusement cette esquisse qui indique ce qui doit être vu dans chaque vignette et sous quel angle,. Il ne peut ainsi travailler qu'avec des artistes capables de se soumettre totalement à ses volontés, ce qui entraîne parfois certains heurts avec des artistes (Krigstein et Evans par exemple). Sa production est de ce fait bien moindre, d'autant qu'il est très scrupuleux dans le respect des éléments historiques et qu'une partie de son travail consiste à chercher des informations fiables.
Tous ces scénaristes ont en commun une réflexion sur la mise en valeur des éléments essentiels du récit. Selon Laurent Gerbier, EC Comics est le premier éditeur qui propose des bandes dessinées dans lesquelles la linéarité de la narration est mise à mal pour obtenir un effet sur le lecteur qui soit le saisissement ou l'effroi.

### Le style artistique

#### Les artistes
Deux catégories d'artistes travaillent pour EC Comics. Les premiers constituent le groupe habituel, mais à celui-ci s'ajoutent parfois des artistes qui ne dessinent que quelques histoires avant de chercher ailleurs un engagement. Les artistes attitrés sont :
Johnny Craig : Dès 1946, il travaille pour EC, alors dirigé par Max Gaines, comme correcteur et lettreur. Lorsque Bill Gaines prend en charge la société, il est encore là. Son premier travail artistique est la couverture du no  1 de Moon Girl and the Prince daté de la fin 1947. Par la suite il dessine et scénarise des récits d'horreur. Il reste chez EC jusqu'à la fin de la nouvelle direction et des Picto-fictions.
Reed Crandall : Dans le no 9 de Shock Suspenstories, daté de juin juillet 1953, paraît la première histoire dessinée par Reed Crandall pour EC. Il s'agit de Carrion Death qui sera suivi de nombreux autres récits de science-fiction, d'horreur, de crime et de guerre. Après le passage à la nouvelle direction, Red Crandall continue de travailler pour EC sur les titres Piracy, Impact, Extra, M.D. ainsi que sur les Picto-Fictions.
Jack Davis : C'est au mois de novembre 1950 qu'est publiée sa première histoire pour EC The Living Mummy dans Haunt of Fear no 4. Par la suite, il illustre de nombreuses histoires dans des genres différents (horreur, guerre, science-fiction, humour, etc.) et participe à l'écriture de quelques scénarios, surtout pour les comics de guerre. Lorsqu'en novembre 1952 est lancé le comics Mad, il signe les dessins de la première histoire, parodie des récits d'horreurs que l'on pouvait trouver dans les EC comics. Davis participe aussi aux comics de la nouvelle direction et à la version de Mad dirigée par Al Feldstein.
George Evans : En 1952 Evans arrive chez EC Comics et en septembre, est publiée dans Haunt of Fear no 15 sa première histoire dessinée pour EC All Washed Up!. Il produit alors des histoires d'horreur, des récits historiques ou d'aventures.
Lors de la nouvelle direction Evans, passionné d'aviation, travaille particulièrement pour Aces high qui raconte des histoires se passant exclusivement dans le monde de l'aviation durant la première guerre mondiale.
Graham « Ghastly » Ingels : En 1948 il rejoint EC comics. Ses premiers travaux pour cet éditeur sont The Dead Man's Hand et The Apache Assassin publiés dans le premier numéro de Gunfighter (no 5 sur la couverture). Il participe aux récits d'horreurs du New Trend dès le premier numéro de Vault of horror avec le titre Doctor of Horror. À partir de ce moment, il se spécialise dans ce genre et cette spécialisation lui vaut le surnom de Ghastly qu'il utilise pour signer ses histoires d'horreur. Ingels reste chez EC pour la nouvelle direction et les magazines de Picto fiction et la fin d'EC marque quasiment la fin d'Ingels dans le monde des comics.
Jack Kamen : Ami de Al Feldstein qu'il a rencontré au studio de Jerry Iger, il est amené par ce dernier chez EC où il travaillera jusqu'à l'arrêt des picto-fictions qu'il a suggérées à Bill Gaines. Sa première histoire publiée par EC s'intitule Experiment In Death et paraît dans Weird Science no 12 de mai 1950. Il dessine de nombreuses histoires d'horreur, mais réalise de temps en temps des récits policiers ou de science-fiction. Lors de la nouvelle direction, il est l'unique dessinateur de Psychoanalysis.
Bernie Krigstein : Bernie Krigstein entre chez EC Comics en 1953, où il travaille dans plusieurs styles (horreur, science-fiction, aventures). Sa première histoire publiée est Derelict Ship dans le no 22 de Weird Fantasy (novembre-décembre 1953).
Harvey Kurtzman : il commence à travailler pour EC en 1949 en réalisant Lucky Fights It Through, un comic book éducatif de prévention des maladies vénériennes. En septembre 1950, est publiée sa première histoire dans un comic book de la période New Trend dans Weird Science no  14. Il dessine des histoires de science-fiction ou d'horreur jusqu'en juin 51 avant d'être rédacteur en chef de Two-Fisted tales, Frontline combat et Mad.
Joe Orlando : en septembre 1951 est publiée sa première histoire éditée par EC Comics : "Forbidden Fruit" dans Haunt of Fear). Il dessine surtout de la science-fiction que l'on retrouve dans les titres Weird Science, Weird Fantasy, Weird science-Fantasy et Shock Suspenstories, mais aussi quelques histoires d'horreur dans Tales from the Crypt ou Vault of Horror.
Joe Orlando produit encore quelques histoires pour Mad avant de quitter EC. En 1992, il retrouve EC Comics en étant nommé directeur de publication associé de Mad. En 1996, il se retire de DC comics, mais garde un bureau à Mad où il travaillera jusqu'à sa mort en 1998.
George Roussos : il réalise son premier travail pour EC en 1950. Le récit, intitulé Trapped In the Tomb est publié dans Crime Patrol no  7 daté de février-mars 1950. Il dessine quelques histoires dans différents genres mais ne devient pas pour autant un auteur régulier. Il livre ses dernières planches en 1952 et propose ses talents à d'autres éditeurs et surtout Marvel Comics.
John Severin et Will Elder : En 1951, Harvey Kurtzman appelle ses amis John Severin et Will Elder, ce dernier encrant souvent les dessins de Severin, pour travailler avec lui sur le comic book Two-Fisted Tales. Le tandem produira plusieurs récits d'aventures et de guerre pour ce magazine et pour Frontline Combat. Lorsque Harvey Kurtzman lance Mad, John Severin et Will Elder sont encore de l'aventure, même s'ils ne travaillent plus ensemble.
Même s'il n'a jamais aimé les comics d'horreurs publiés par la maison, John Severin apprécie son travail chez EC et lorsque Kurtzman abandonne Two-Fisted Tales, c'est lui qui en devient l'éditeur à partir du numéro 36. Sous sa direction Two-Fisted tales (qui est devenu The new Two-Fisted tales) abandonne les histoires se passant durant la guerre de Corée pour proposer des récits d'aventure, comme c'était le cas à l'origine. Après la mise en place de la Comic Code Authority, Two-Fisted Tales est arrêté. Cependant John Severin va continuer à travailler pour EC en produisant des récits publiés dans le comic book Extra.

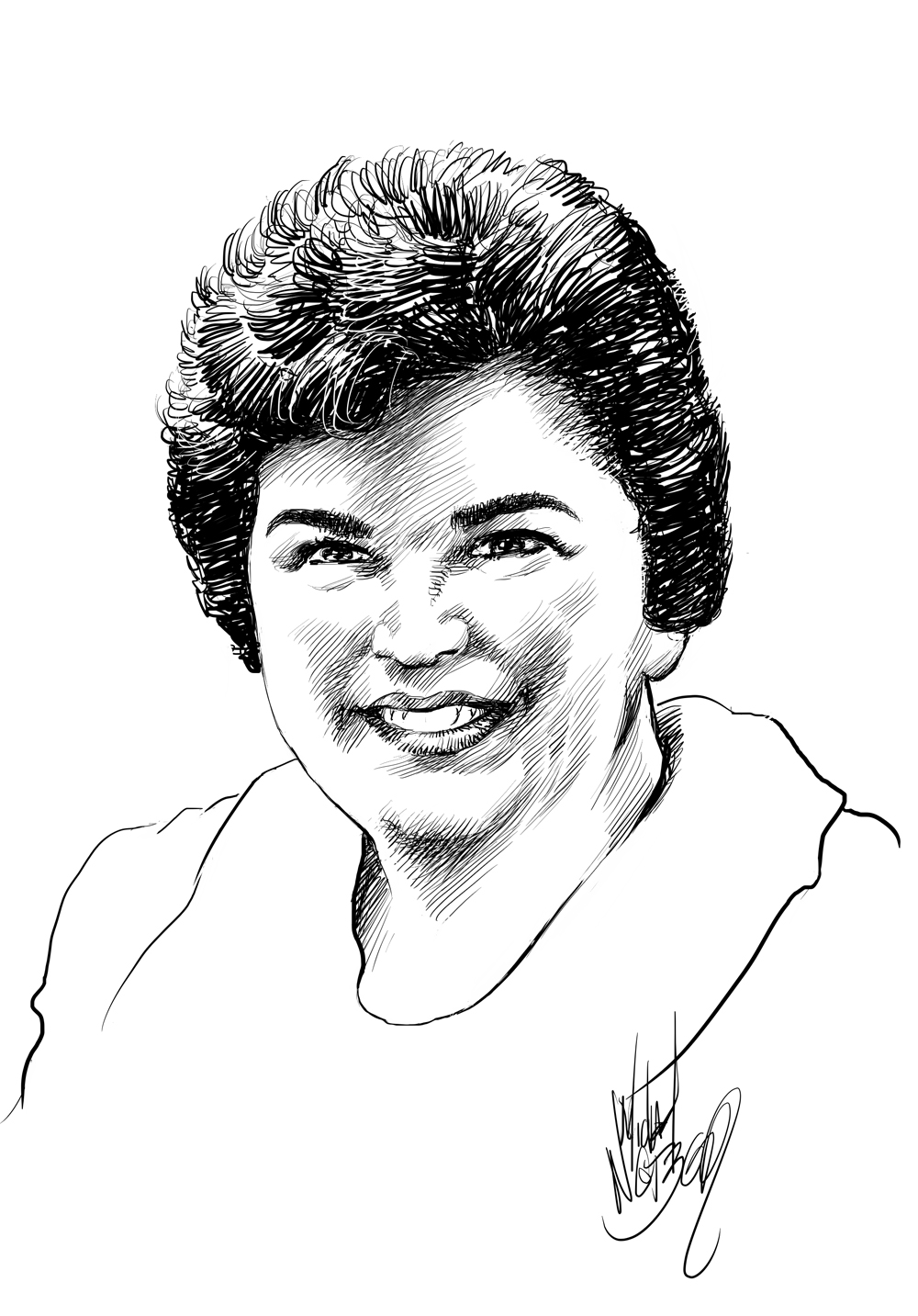
Marie Severin coloriste chez EC Comics

Marie Severin est la coloriste d'EC à partir de 1949. Elle met en couleurs tous les comics de Kurtzman et la majeure partie des autres séries.
Al Williamson : en juillet 1952, il collabore avec Frank Frazetta sur Mad Journey! une histoire en sept pages qui est la première qu'il publie chez EC dans le numéro 14 de Weird Fantasy. Il travaille surtout sur des histoires de science-fiction mais, lors de la nouvelle direction, il présente des pages d'aventures dans Valor ou Piracy. Il fournit des planches jusqu'en 1955, peu avant qu'EC cesse l'édition de comics.
Wallace Wood : Il débute en novembre 1949, comme encreur de I Thought I Loved My Boss, une histoire de sept pages publiée dans A Moon, a Girl...Romance  no 10, et comme dessinateur à part entière avec le récit I was just a playtime cowgirl, encré par Harrison et publié dans Saddle Romances no 1 : « Il dessine surtout des récits de science-fiction, mais à l'occasion il fournit aussi des récits complets dans d'autres genres. Il reste jusqu'au sabordement de la ligne de comics d'EC et travaille encore pour le magazine Mad. William Gaines a dit de lui : « Wally fut peut-être notre auteur le plus inquiet... Je ne prétends pas qu'il y ait un lien, mais il fut peut-être le plus brillant »,.
D'autres artistes ont parfois participé aux titres d'EC comme Gene Colan, Frank Frazetta, Joe Kubert, Sheldon Moldoff, Alex Toth.

#### Analyse
Ces artistes sont, comparés au tout venant que l'on trouve dans les comics de l'époque, des dessinateurs doués. Quoique chacun ait un style personnel, l'ensemble est marqué par l'invention et le talent. Les artistes sont respectés et tout est fait pour qu'ils livrent le meilleur d'eux-mêmes. Ainsi, Bill Gaines et Al Feldstein laissent les dessinateurs organiser la planche comme ils le désirent, tant qu'ils tiennent compte des contraintes du texte. Ils n'imposent jamais aux dessinateurs de travailler dans un style particulier ou d'imiter un artiste précis. Au contraire, chacun est encouragé à développer son style personnel. Les remarques que peut faire Al Feldstein sont du genre, si l'artiste pose une question à propos de la mise en image du scénario : « Je pense ainsi, mais c'est toi qui dessines, ». De plus, chaque histoire est signée du nom du dessinateur (alors qu'habituellement, à l'époque, les récits étaient anonymes) et des pages de présentation des artistes sont ajoutées dans les comics.

### Des histoires morales
Quoique dans les années 1950, les titres d'horreur soient fortement critiqués et considérés comme une des causes de la hausse de la délinquance juvénile, les comics publiés par EC ont souvent une portée morale qui condamne les criminels (d'une façon souvent très cruelle et sanglante). Ainsi les assassins sont-ils grillés, hachés, noyés par leurs victimes. La justice des hommes est incapable de confondre les coupables; c'est alors aux morts, incarnations d'une justice surhumaine, de rétablir la justice. Par ailleurs, le titre Shock comprend dans presque chaque numéro un récit « politique », qui est souvent une condamnation de l'intolérance (racisme, antisémitisme). D'ailleurs Bill Gaines surnomme souvent ses récits du terme de Preachy,. Dans ces années, Bill Gaines peut être considéré comme un libéral et est attentif à développer des histoires ayant un contenu engagé. L'Amérique que dépeignent les comics publiés par EC n'est pas un monde idéal, mais un pays où règnent la violence, la peur et la haine de l'autre. De même, Harvey Kurtzman est aussi attentif au contenu des comic books qu'il édite, et il refuse la simplicité de se contenter de faire de ses personnages des caricatures racistes, alors que le contexte de guerre contre un pays asiatique pourrait s'y prêter. D'ailleurs, Harvey Kurtzman ne veut pas présenter la guerre sous un aspect positif et ses comics de guerre sont d'une tonalité plutôt pacifiste. Dans une interview, il explique qu'il n'avait pas voulu faire de la guerre quelque chose de séduisant comme cela se pratiquait dans les autres comics.

## Les comic books publiés

### Les comic booksPre Trend

#### La période Max Gaines
Après la vente d'All-American Comics à DC Comics, Max Gaines crée Educational Comics pour publier des comic books religieux, comme Picture Stories from the Bible, ou éducatifs, comme Picture Stories from American History. Picture Stories from the Bible reprend des bandes dessinées publiées antérieurement par All-American Comics et dont les droits étaient restés en possession de Gaines. Aucun de ces titres n'est rentable bien que des religieux catholiques, protestants et juifs les approuvent. Les comic books pédagogiques n'atteignant pas le succès escompté, Max Gaines se met à publier des séries humoristiques ou destinées aux enfants, telles que Tiny Tots Comics, Animal Fables, Dandy Comics ou Fat & Slat.

#### La période Bill Gaines / Al Feldstein

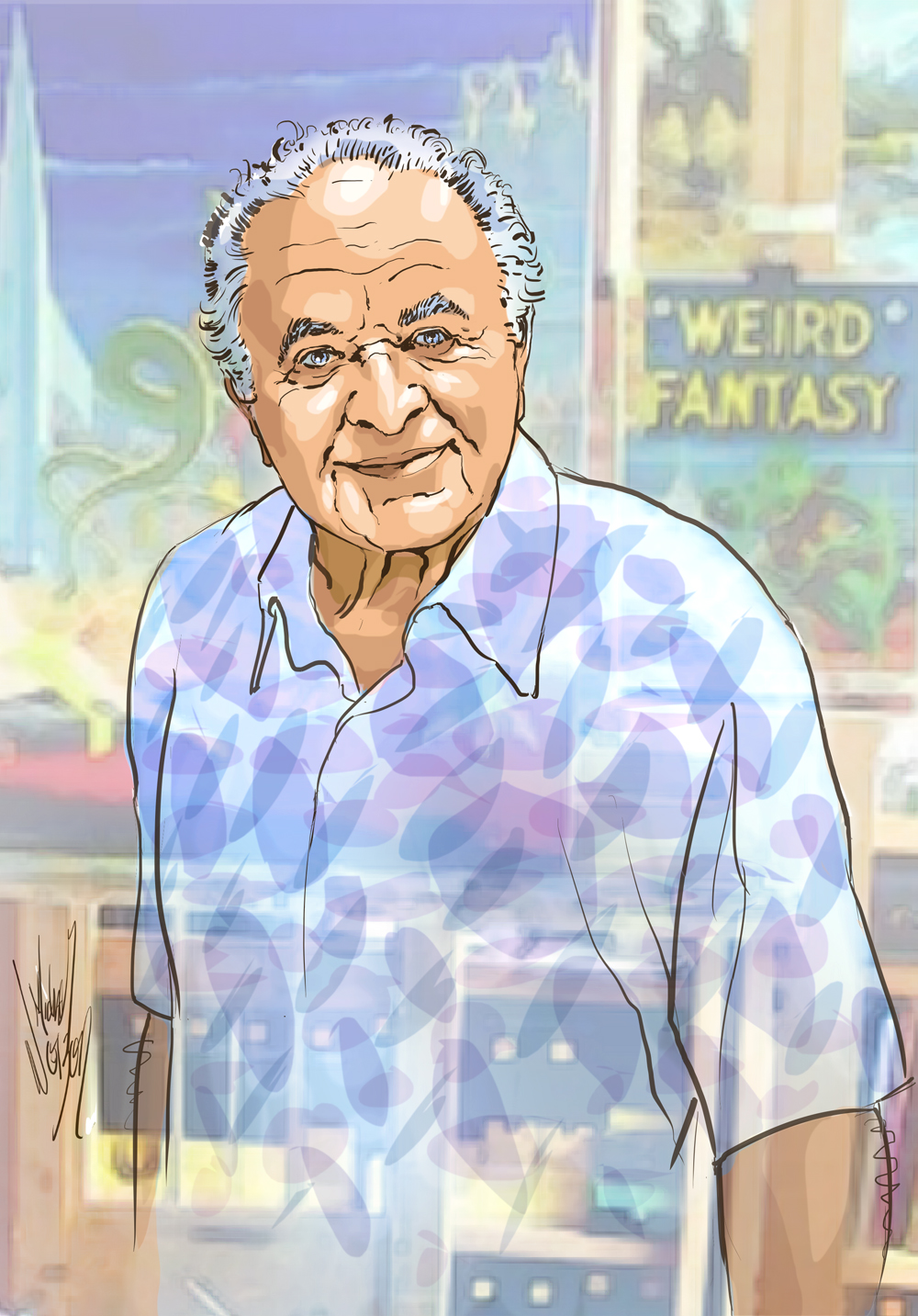
Al Feldstein : scénariste, dessinateur, rédacteur en chef chez EC Comics

Après la mort de Max Gaines, son fils Bill prend la direction d' Educational Comics à contre-cœur et pour faire plaisir à sa mère.Comme il n'y connaît rien, il laisse la tâche d'éditeur aux anciens responsables. Cependant, peu à peu il s'intéresse à cette entreprise, et au bout d'un an il est réellement l'éditeur. Sa rencontre avec Al Feldstein lui donne l'occasion de transformer l'entreprise éducative en un éditeur de comics plus classique et plus en phase avec les jeunes lecteurs. Ainsi EC commence à publier des comic books qui peuvent plaire au public enfantin et adolescent et qui proposent les genres à la mode tandis que les titres d'humour ou ceux destinés aux jeunes enfants sont abandonnés. Ainsi Happy Houlihans devient Saddle Justice, consacré au western. Durant cette période d'autres titres sont abandonnés et renommés bien que la numérotation se poursuive. Ainsi Moon girl devient une série policière intitulée Moon girl fights Crime puis une série de romance nommée A moon, a girl… romance. Plutôt que de créer de nouveaux comics, Bill Gaines préfère enchaîner les titres en poursuivant la numérotation pour éviter de payer une taxe imposée pour toute distribution d'un nouveau périodique par la poste américaine.
En février-mars 1950, à l'orée de la nouvelle politique éditoriale nommée New Trend, les comics publiés sont Gunfighter (western), Saddle Romances (romance dans l'ouest américain issu de Saddle Justice), A moon, a girl… romance et Modern Love (romance), Crime patrol (policier issu de International Crime patrol lui-même remplaçant d’International Comics un comic book pédagogique de Max Gaines) et War against crime (policier). Bill Gaines, plus tard, a jugé sévèrement ces titres en disant qu'ils étaient vraiment médiocres.

##### Les westerns
En 1948, Bill Gaines et Al Feldstein lancent deux westerns : Gunfighter et Saddle Justice. Ce dernier reprend la numérotation du comic book humoristique The Happy Hoolihans et commence au numéro 3. Après le huitième numéro, il devient Saddle Romances un comic book de romance dont les histoires se passent dans l'Ouest américain. Le onzième numéro, daté de mars-avril 1950, est le dernier de la série et en mai 1950, le comic book devient Weird Science. Gunfighter suit Fat and Slat et commence avec le numéro 3. Il reste un western jusqu'au quatorzième numéro, daté de mars-avril 1950, et en mai 1950, il devient The Haunt of Fear.

##### Les romance comics
En 1947, Joe Simon et Jack Kirby créent le premier romance comics. Son succès amène d'autres éditeurs à lancer des titres dans ce genre. EC propose donc aussi de telles œuvres : Modern Love et A Moon, a Girl… Romance. Ce dernier est le successeur d'un comic book de super-héros intitulé Moon Girl. Moon Girl est d'abord le nom d'un personnage apparu dans le premier numéro de The Happy Hoolihans d'automne 1947. Cette super-héroïne est créée par le scénariste Gardner Fox et le dessinateur Sheldon Moldoff. Elle gagne rapidement son propre titre, intitulé Moon Girl & the Prince et daté lui aussi d'automne 1947. Dès le deuxième numéro le comic book est renommé en Moon Girl et ce jusqu'au numéro 6. Sheldon Moldoff est le dessinateur principal, mais les scénaristes se succèdent pour raconter les aventures de l'héroïne. Au 7e numéro, le périodique est de nouveau renommé ; cette fois en Moon Girl Fights Crime. Au neuvième numéro, en octobre 1949, il devient  A Moon, a Girl … Romance dans lequel Moon girl vit une dernière aventure, écrite et dessinée par Al Feldstein, avant de disparaître définitivement. Le magazine, devenu un comic book de romance, cesse de paraître au numéro 12, daté de mars-avril 1950, et devient Weird Fantasy en mai 1950.
L'autre série de romance publiée par EC est intitulée Modern Love et commence à paraître en juin 1949. Elle ne dure cependant que huit numéros jusqu'en août 1950.

##### Les comic books policiers
En 1948, Bill Gaines lance deux comics relatant des histoires criminelles : Crime patrol et War against crime. Suivant l'exemple de Crime Does Not Pay, publié par Lev Gleason Publications, les récits sont censés reprendre des histoires réelles, issues des dossiers de la police, et à chaque fois les criminels reçoivent un juste châtiment. Ces deux comics ne se démarquent en rien de la production de comics policiers de l'époque jusqu'à leur transformation en comics d'horreur. En effet, Crime patrol devient au 17e numéro Crypt of Terror et War against crime s'arrête au onzième numéro, daté de février-mars 1950, pour devenir, en avril 1950, The Vault of Horror. Les prémices de ces transformations se trouvaient dès le numéro 10 de War against crime, dans lequel une des histoires était un récit d'horreur prétendument issu du Caveau de l'horreur et le numéro 15 de Crime patrol dans lequel l'histoire provient de la Crypte de la Terreur,.

### Les comic books New Trend
En 1950, l'ancienne ligne de comic books publiée par EC est abandonnée au profit d'une nouvelle plus centrée vers l'horreur, le fantastique et la science fiction. Les premiers titres publiées sont The Crypt of Terror (avril 1950), Vault of Horror (avril 1950), The Haunt of Fear (mai 1950), Weird Science (mai 1950), Weird Fantasy (mai 1950). À ces cinq titres furent ajoutés ensuite Two-Fisted Tales, Frontline Combat, Crime SuspenStories, Shock SuspenStories, Mad et Panic.

#### Les comic books d’horreur
Les titres d'horreur sont lancés en avril-mai 1950. Le premier est The Crypt of Terror rebaptisé en Tales from the Crypt à la suite d'objections des marchands de journaux concernant l'usage du mot Terror. Il est suivi de The Vault of Horror et de The Haunt of Fear. Ils connaissent un très grand succès (2 millions de comic books vendus par mois en 1954) et permettent à EC d'être bénéficiaire. Ils sont aussi, en partie, la cause des difficultés d'EC avec la Comics Code Authority, car ils symbolisent tout ce que critiquent Fredric Wertham et la commission sénatoriale.
Chaque titre avait un « hôte » : The Old Witch, The Crypt Keeper et The Vault Keeper, surnommés ultérieurement les « ghoulunatics ». Ceux-ci accueillaient les lecteurs sur la première page de l'histoire. Petit à petit, un jeu s'établit entre ces « narrateurs » : à la fin de la première histoire, l'hôte principal revenait dans la dernière case et, après une moralité humoristique, expliquait que l'histoire suivante serait moins horrible puisque racontée par un autre. La deuxième et la troisième histoire suivaient le même schéma : le nouvel hôte se moquait de l'histoire précédente et annonçait une véritable histoire d'épouvante. Il revenait dans la dernière vignette et faisait de la publicité pour le comic book dont il était l'hôte principal. La dernière histoire voyait revenir le tout premier hôte qui, en conclusion, invitait les lecteurs à acheter le prochain numéro. Une autre caractéristique des discours des trois Ghoulunatics est l'usage de jeu de mots (ainsi, le lecteur est accueilli avec la phrase « Greetings, boils and ghouls… » au lieu de « boys and girls »). Dans le courrier des lecteurs, les réponses étaient écrites comme si c'était ces hôtes qui s'adressaient au lecteur.

#### LesSuspenstories
Après le succès des comic books d'horreur, Bill Gaines crée d'autres titres dans d'autres genres. Le premier numéro de Crime Suspenstories sort en octobre 1950. Les histoires diffèrent des précédents comic books policiers édités par EC, car il ne s'agit plus de récits mettant en scène la lutte, et la victoire, des policiers contre les gangsters, mais d'histoires de meurtres, justifiés ou non, dont l'auteur est le plus souvent puni par un châtiment ironique. Crime Suspenstories accueille ensuite du numéro 3 au numéro 18 le personnage de la Old Witch. Crime Suspenstories est sur la sellette lors de l'audition de Bill Gaines. En effet le sénateur Estes Kefauver demande à Gaines s'il juge la couverture du numéro 22 de ce comic book comme étant de bon goût. Cette couverture montre la tête d'une femme décapitée tenue par les cheveux par son assassin. Gaines tente d'expliquer que cette couverture est de bon goût si l'on considère qu'il s'agit d'un comic book d'horreur. Il expliqua plus tard que le dessin original de Johnny Craig était plus horrible, puisque l'on voyait le sang dégoûter du cou de la victime et qu'il l'avait fait recadrer pour que cela soit moins choquant.
Le second Suspenstorie est le comic book Shock qui valut aussi des ennuis à Bill Gaines. En effet dans le numéro 14 se trouve l'histoire intitulée The Orphan. L'histoire présente une jeune orpheline âgée de 10 ans dont le père a été assassiné et dont la mère a été exécutée pour le meurtre de son mari. Or, la fin révèle que la meurtrière est en fait l'enfant, délaissée par ses parents et désireuse de vivre avec sa tante. Plusieurs membres de la commission d'enquête condamnent cette histoire qui donne un exemple déplorable aux enfants. Gaines pour sa défense explique que de tels récits n'ont pas d'influence sur la jeunesse, que ce soit en bien ou en mal.
Cependant, Shock ne doit pas sa célébrité à cette discussion. Shock est une anthologie constituée de quatre histoires dans quatre genres différents. Se trouvent une histoire d'horreur, une de science-fiction, une policière et une histoire « morale ». Dans cette dernière Gaines et Al Feldstein critiquent le racisme, l'antisémitisme et d'une manière générale, des atteintes aux droits de l'homme.

#### Les comic books d'aventures et de guerre
Alors qu'EC édite déjà les comic books d'horreur et de science-fiction, Harvey Kurtzman qui jusqu'alors dessine des histoires dans ces genres, propose à Bill Gaines de diversifier sa production avec un comic book d'aventures nommé Two-Fisted Tales. Bill Gaines accepte et fait de Kurtzman le rédacteur en chef de cette nouvelle série. Le déclenchement de la guerre de Corée amène Kurtzmann à n'écrire que des récits de guerre dont un au moins consacré à la situation en Corée. Le succès remporté par ce comic book amène la création d'un second titre Frontline Combat. Kurtzman refuse de rendre séduisante la guerre comme on le fait chez les autres éditeurs et préfère montrer l'humanité des ennemis. Les histoires ne sont donc pas simplistes comme elles peuvent l'être lorsque les bons sont bien distincts des méchants. Ici elles sont complexes et cherchent à provoquer la réflexion du lecteur.
La fin de la guerre de Corée sonne le glas des comic books de guerre publiés par EC. Frontline Combat s'arrête et Two-Fisted Tales devient de nouveau une série d'aventures sous la direction éditoriale de John Severin,.

#### Les comic books de science fictionWeird Science,Weird Fantasy,Weird Science-FantasyetIncredible Science-Fiction
Weird Science et Weird Fantasy sont deux titres de science-fiction édités par EC. Les ventes ne sont pas à la hauteur des attentes de Gaines, mais celui-ci apprécie ce genre et il essaie de maintenir au moins un comic book de ce genre jusqu'à la fin. C'est à cause de la diminution des ventes que Weird Science et Weird Fantasy sont en 1954 fusionnés en Weird Science-Fantasy. Comme le mot Weird, selon le Comics Code, ne peut apparaître dans un titre de comic book, Gaines change le nom du magazine en Incredible Science-Fiction. Ce titre peut ainsi porter le sceau du Comics Code. La série s'arrête au quatrième numéro publié en novembre 1955, à la suite d'une dispute de Gaines avec le responsable du code, Charles F. Murphy. Ce dernier refuse une histoire intitulée « The Mutants » écrite par Jack Oleck et dessinée par Angelo Torres au motif que les mutants étaient interdits par le Code. Gaines décide de republier une ancienne histoire nommée « Judgement Day ! ». Cette histoire est aussi dans un premier temps refusée avant que Gaines menace Murphy de le dénoncer comme raciste (le personnage principal du récit est un noir). Ce comic book est le dernier publié par EC : tous ceux publiés avec le sceau du Comics Code perdent de l'argent et cette dispute avec le responsable du Comics Code Authority est la goutte d'eau qui fait déborder le vase.

#### Les titres d'humour

##### Mad
En 1952, Harvey Kurtzman propose à Bill Gaines de publier un comic book humoristique parodique. Le premier numéro de Tales Calculated To Drive You Mad paraît en octobre de cette année. À partir du numéro trois, les ventes augmentent et le titre devient rentable. L'augmentation du nombre de lecteurs amène à partir de janvier 1954, le comic book à paraître chaque mois alors qu'à l'origine il était bimestriel. Kurtzman écrit les scénarios de chaque histoire durant les 23 premiers numéros. En 1955, le format comic book est abandonné et Mad devient un magazine à partir du numéro 24. Comme ce n'est pas un comic book, Mad échappe au Comics Code lors de l'instauration de celui-ci. En avril 1956, à cause d'un différend financier, Kurtzman quitte Mad et est remplacé par Al Feldstein à partir du numéro 29 en août 1956. Les ventes continuent à grimper pour culminer en 1974 à 2 132 655 exemplaires vendus.

##### Panic
Voyant le succès grandissant de  Mad, Bill Gaines décide de lancer un second bimestriel parodique intitulé Panic dont le premier numéro sort en décembre 1953. Cela irrite Kurtzman qui voit Panic comme une concurrence interne déloyale. Le rédacteur en chef est Al Feldstein qui écrit aussi les scénarios des six premiers numéros. Cependant Panic ne connaît pas le succès de Mad et s'arrête après 12 numéros. Le premier numéro attire les foudres des censeurs et est interdit dans l'état du Massachusetts. Le gouverneur s'en prend à la parodie du poème The night before Christmas de Clement Clarke Moore. De plus la première histoire dans laquelle on voit des travestis amène la police de New-York à arrêter le responsable de la publication. 
Les dessinateurs sont des habitués des EC Comics : Jack Davis, Joe Orlando, Bill Elder, Wally Wood. Les scénarios sont de Al Feldstein pour les six premiers numéros puis ils sont confiés à Jack Mendelsohn.

### Les comic booksNew Directionet lesPicto-Fictions
Comme les comic books du New Trend ne trouvent presque plus de marchands de journaux acceptant de les prendre, Bill Gaines lance de nouveaux titres acceptables par la Comics Code Authority. Valor propose des récits d'aventures historiques, Piracy des aventures maritimes, Aces High des aventures d'aviateurs, M.D. des histoires de médecins, Psychoanalysis présente trois personnages qui suivent une thérapie psychanalytique, Extra montre des journalistes luttant contre le crime, enfin Impact est une série d'histoires à chutes. Ces comic books, écrits et dessinés par les mêmes artistes que lors de la période précédente, ne trouvent pas un lectorat suffisant pour être rentables et tous s'arrêtent après quelques numéros.
Les Picto-Fictions sont le dernier essai de Gaines pour publier de nouveaux magazines. Quatre revues sont créées composés de textes illustrés par des artistes fidèles d'EC. Trois reprennent les concepts de comics du New Trend (Crime Illustrated, Shock Illustrated et Terror Illustrated) auxquels s'ajoute un magazine de romance (Confessions Illustrated). L'échec est encore plus patent que celui de la ligne de comics car aucun de ces magazines ne dépasse le second numéro.

## Postérité

### L’influence des EC Comics
Le succès des comics publiés par EC s'accompagne d'une influence importante sur les arts populaires américains. De futurs artistes (auteurs de comics, musiciens, réalisateurs, écrivains de science-fiction ou de fantastique) découvrent, dès leurs parutions ou dans des rééditions, ces œuvres, qui font partie des multiples sources à l'origine de leurs travaux.

#### Dans la bande dessinée
C'est dans le monde des comics que les bandes dessinées d'EC exercent la plus grande influence. Peu après le lancement des premiers comics d'horreur, à la suite de leur succès, d'autres éditeurs commencent à publier des comic books d'horreur. Entre 1950 et 1954, vingt-huit éditeurs publient près d'une centaine de titres d'horreur. La création du Comics Code met fin à ce genre de comics et tend à empêcher pendant les années suivantes toute tentative de créer des comics d'horreur,.
Quelques années après la disparition des titres EC, plusieurs lecteurs, devenus jeunes auteurs de comics, vont s'inspirer de la liberté de ton de cet éditeur et proposer des œuvres qui ne sont pas distribuées par le circuit habituel des comic books et qui présentent des histoires inacceptables pour le Comics Code. Ces artistes, qui inventent les comics underground, reconnaissent la dette qu'ils ont envers cet éditeur. Ainsi Art Spiegelman explique dans une interview citée par Arie Kaplan que Mad et les comic books de guerre de Harvey Kurtzman ont préparé les esprits à questionner les informations données par les médias et à s'opposer à la guerre du Viêt Nam. En hommage à EC, des auteurs underground créent le magazine Extra! qui porte le même nom que le titre EC de la période New Direction, tandis que d'autres publient Bogeyman qui à ses débuts imite les comics d'horreur d'EC.
De même, pour retrouver l'esprit EC Comics sans être censuré par le Comics Code, le jeune éditeur James Warren lance des magazines de bandes dessinées : Eerie et Creepy. Il fait appel à d'anciens dessinateurs d'EC (Al Williamson, Joe Orlando, Wally Wood, etc.), et s'inspire des ghoulunatics pour créer les hôtes des magazines nommés Uncle Creepy et Cousin Eerie, en reprenant la technique de la chute finale.

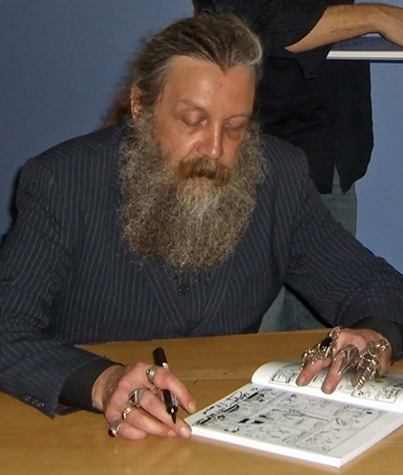
Alan Moore

Des auteurs citent parfois dans leurs œuvres les bandes dessinées d'EC Comics. Ainsi Alan Moore fait référence à ceux-ci dans Les Gardiens et dans Supreme. De même Frank Miller, dans Tales to Offend, publié en juin 1997, s'inspire du style des couvertures des comic books EC (graphisme, logo, disposition du titre et du dessin). De plus il choisit Marie Severin comme coloriste, qui fut la coloriste attitrée d'EC.
Enfin, le titre Tales of the Crypt est réapparu chez les marchands de comics. L'éditeur Papercutz a acheté les droits auprès des héritiers de Bill Gaines pour sortir une série dans laquelle sont publiés des récits d'horreur inédits. De nombreux auteurs participent à cette aventure, entre autres Fred Van Lente, Joe R. Lansdale comme scénaristes et Rick Parker comme dessinateur. Cependant, Papercutz s'adresse aux enfants et les récits sont moins horribles que ceux publiés dans les années 1950.
Des artistes étrangers ont aussi été influencés par les publications d'EC Comics. Mais dans ce cas il s'agit surtout du magazine Mad. Ainsi, en France, des auteurs tels que René Goscinny, Gotlib, Nikita Mandryka ou René Pétillon ont connu Mad et s'en sont inspirés. Le premier pour créer le magazine Pilote, le second pour faire évoluer son style. Les éditeurs d'Hara-Kiri revendiquait également cet héritage.

#### Réalisateurs de films
George A. Romero et John Carpenter ont tous deux été influencés par les comics d'horreur en choisissant de ne pas situer leurs histoires dans un univers gothique, mais dans le monde du quotidien. George Romero a d'ailleurs réalisé Creepshow. D'autres réalisateurs comme Steven Spielberg, George Lucas ou Robert Zemeckis ont reconnu l'influence qu'ont pu avoir sur eux les bandes dessinées publiées par EC, et principalement celles d'horreur ou de science-fiction.

#### Dans la littérature
Stephen King reconnaît l'influence des comic books publiés par EC sur une partie de son œuvre. Ainsi, dans Salem, les histoires de vampires parues dans les comics d'horreur, et plus particulièrement dans Tales from the Crypt, sont-elles l'une des deux influences essentielles dans l'écriture de ce roman mettant en scène des vampires (l'autre étant Dracula).
Dennis Etchison, auteur de romans fantastiques, a découvert les comic books d'EC quelques années après leur disparition, mais reconnait qu'à côté des films d'horreur, les œuvres publiées par Gaines et Feldstein l'ont influencé.

#### Dans la musique
Il est difficile de voir une influence de bandes dessinées sur une composition musicale. Cependant, des groupes ont rendu hommage aux comics d'EC. Ainsi le groupe Ghoulunatics tire son nom des hôtes des comics d'horreur, et le groupe punk The Cramps utilise la même calligraphie que celle du titre de Tales from the Crypt pour dessiner leur logo ; la pochette de leur album Songs the Lord Taught Us sorti en 1980 a été dessinée par Al Feldstein. Par ailleurs le chanteur du groupe Grateful Dead, Jerry Garcia a été membre du fan-club d'EC.

### Adaptations

#### Adaptations cinématographiques
Les histoires publiées par EC ont inspiré trois films. Le premier, Histoires d'outre-tombe (Tales from the Crypt) date de 1972. Ce film à sketchs, réalisé par Freddie Francis, comprend cinq histoires. L'année suivante sort Le Caveau de la terreur (The Vault of Horror), dirigé par Roy Ward Baker, autre film à sketchs.
En 1985 sort le film Une créature de rêve (Weird Science), réalisé par John Hughes et produit par Joel Silver. Le scénario est inspiré d'une histoire de Al Feldstein parue dans Weird Science no 5 Made of the Future. Le film est par la suite développé en une série nommée elle aussi Weird Science, Code Lisa en français.

#### Adaptations télévisuelles
La notoriété durable des comics publiés par EC est illustrée par la série télévisée Les Contes de la crypte (Tales from the Crypt), lancée sur la chaîne HBO en 1989, soit près de 40 ans après le début du magazine du même nom dont elle adapte les histoires. Le succès de cette série engendre la création de trois films : Le Cavalier du Diable (Demon Knight), La Reine des vampires (Bordello of Blood) et Ritual qui sont toutefois rattachés aux comics d'EC par la seule présence du gardien de la crypte puisque les scénarios ne doivent rien aux histoires publiées. Une série dérivée Expériences interdites (Perversions of Science) est diffusée par la chaine HBO en 1997. Ses histoires sont inspirées par celles publiées dans Weird Science.
Une version animée des Contes de la crypte a été diffusée à la télévision en 1993-1994 et 1997 sous le nom de Crypte Show (Tales from the Cryptkeeper).

## Rééditions américaines
Les rééditions des histoires d'EC Comics sont régulières depuis les années 1970. Durant cette décennie, l'éditeur East Coat Comics publie douze comic books reprenant des numéros de The Haunt of Fear, Shock, Tales from the Crypt, Two-Fisted Tales, Vault of Horror, Weird Fantasy et Weird Science.
Au milieu des années 1970, Russ Cochran commence la réédition des titres publiés par Bill Gaines durant le New Trend et la Nouvelle Direction. Il nomme cette collection EC Library. Il poursuit ensuite avec les comics publiés par Bill Gaines avant 1950. Chaque volume reprend environ six titres et mesure 30 cm sur 22. Seul Mad, qui est une marque propriété de DC Comics, n'en fait pas partie. Ces rééditions sont en noir et blanc avec les couvertures en couleurs et reprennent tout ce qui était présent dans les originaux : les histoires mais aussi, les publicités maisons, le courrier des lecteurs, les éditoriaux, etc. Chaque volume est accompagné de commentaires.
Dans les années 1980, Russ Cochran encore publie douze volumes comptant soixante-quatre pages (soit l’équivalent de deux comic books standards) reprenant des histoires tirées de divers comics d'EC, puis au début des années 1990 ce sont d'autres comic books de 64 pages qui sont publiés par deux éditeurs : Gladstone Publishing et toujours Russ Cochran.
À partir de 1992, Russ Cochran, associé avec la maison d'édition Gemstone, entreprend la réédition complète au format comic books des ouvrages du New-Trend, puis de la Nouvelle direction enfin de deux comics (War against Crime et Crime patrol) qui annoncent le New-Trend. Par la suite Gemstone édite des Annuals (« annuel ») qui sont des recueils constitués de cinq numéros de chacun de ces comic books.
En 2006, Russ Cochran toujours commence une réédition, intitulée les EC Archives, en volumes cartonnés reprenant six comic books. Le principe est le même que pour la EC Library, mais les planches sont colorisées grâce à l'informatique (ce qui permet un rendu très satisfaisant) tout en utilisant les guides couleurs créés par Marie Severin dans les années 1950. La publication de ces rééditions s'était interrompue, mais elle reprend le 30 octobre 2013 grâce à l'éditeur Dark Horse Comics. Le premier volume est Tales from the Crypt Volume 4 ; Vault of Horror Volume 3 est prévu pour janvier 2014.
L'éditeur IDW Publishing réédite aussi des histoires publiées par EC Comics. Les livres sont plus tournés vers les travaux des artistes que vers le respect de l'édition originale. Ainsi, sont publiés les histoires dessinées par Wally Wood, par Jack Davis ainsi que des anthologies. Mad a aussi le droit à une telle réédition. Les livres sont dans un format 15x22 et les pages sont en noir et blanc pour valoriser le dessin.
Un troisième éditeur publie des anthologies de récits issus des comics EC. Fantagraphics Books met sur le marché des ouvrages regroupant des œuvres du même dessinateur (Al Williamson, Al Feldstein, Wally Wood, etc.).
Quant à Mad, le magazine n'a cessé d'être réédité et ce dès 1954, soit deux ans après son lancement. Par ailleurs des éditions reliées sont publiées par DC Comics.

## Éditions françaises
Mad a fait l’objet de deux tentatives de traduction en français, l’une par Ives Trevian (Francélia, de 1965 à 1966), sous-titrée « Humour dingue pour les dingues et demi-dingues », et l’autre par Melvin Van Peebles en collaboration avec l’équipe de Hara-Kiri (Grafika Édition, de 1981 à 1982). Du fait d’un humour fortement lié à la culture américaine, l’adaptation s’est souvent révélée difficile et n’a pas été concluante pour le lectorat français. La publication ne dépassa pas quelques numéros à chaque fois.
Des recueils de bandes dessinées issues de Mad ont été publiés en français, principalement sous l’impulsion de Fershid Bharucha qui fut rédacteur en chef du magazine Spécial USA chez Albin Michel, fondateur des éditions Neptune et directeur de la collection « Comics USA » chez Glénat.
- Les Années folles de Mad (Éditions du Fromage, 1978)
- Mad extra
  1. Les Dernières Folies de Don Martin (1980)
  2. Don Martin frappe encore (1980)
- Mad se paie une toile (Neptune, 1984)
- albums Albin Michel, collection « Spécial USA » :
  1. Les Bandes décimées de Mad (1985)
  2. Un max de Mad (1986)
  3. La Fin de Mad (1987)
- albums de Don Martin, Comics USA :
  1. Les singes rient (1988)
  2. Les chauves sourient (1989)
- albums Urban Comics, collection « MAD » :
  1. Mad présente Batman (novembre 2012)
  2. Mad présente Sergio Aragonés (novembre 2012)
  3. Mad présente Superman (décembre 2012)
  4. Mad présente Don Martin (décembre 2012)
  5. Mad spécial été (juillet 2014)
  6. Mad présente Star Wars (annoncé pour avril 2016)

Les histoires d’horreur et de suspense d’EC Comics ont été plus largement traduites, dans des anthologies thématiques éditées principalement par Les Humanoïdes Associés (1983-1985), Albin Michel (1999-2000) et Akileos (depuis 2011).
- Horreur : Une anthologie en bandes dessinées (éd. Williams, 1974)
- albums Les Humanoïdes Associés, collection « Xanadu » :
  1. Les Meilleures Histoires de terreur (1983)
  2. Les Meilleures Histoires de science fiction (1983)
  3. Les Meilleures Histoires de suspense (1983)
  4. Les Meilleures Histoires de guerre (1984)
  5. Les Meilleures Histoires d’horreur (1984)
  6. Les Meilleures Histoires d’aventure (1985)
- Science-fiction Weird Fantasy (Zenda, collection « Xanadu », 1987)
- adaptations de nouvelles de Ray Bradbury, Albin Michel, collection « Spécial USA » :
  1. Planète rouge (1984)
  2. Monsieur Sourire (1985)
  3. Chroniques terriennes (1985)[n 11]
- série Tales from the Crypt (dessins de Jack Davis, Wallace Wood et Reed Crandall), Albin Michel :
  1. Plus morts que vivants ! (1999)
  2. Qui a peur du grand méchant loup ? (1999)
  3. Adieu jolie maman ! (1999)
  4. Partir c’est mourir un peu… (1999)
  5. Coucou me revoilà ! (2000)
  6. Au bout du rouleau (2000)
  7. Chat y es-tu ? (2000)
  8. Sans les mains ! (2000)
  9. Plus dure sera la chute (2000)
  10. Ça trompe énormément (2000)

En dehors des Meilleures histoires de guerre (cf. supra), les séries de guerre ont peu eu l’heur de la traduction. En 2011, Akileos entreprend une incursion sur ce thème dans le premier volume d’une collection qui présente les histoires dans l’ordre chronologique de leur parution.
| Série Akileos        | Tome | Épisodes                                              | Sortie         | ISBN              |
| -------------------- | ---- | ----------------------------------------------------- | -------------- | ----------------- |
| Crime SuspenStories  | t. 1 | Crime SuspenStories #1-7                              | mai 2012       | 978-2-35574-102-9 |
| Crime SuspenStories  | t. 2 | Crime SuspenStories #8-14                             | juin 2014      | 978-2-35574-127-2 |
| Crime SuspenStories  | t. 3 | Crime SuspenStories #15-21                            | mai 2017       | 978-2-35574-297-2 |
| Frontline Combat     | t. 1 |                                                       | décembre 2011  | 978-2-35574-095-4 |
| Frontline Combat     | t. 2 | Frontline Combat #9-15                                | juin 2013      | 978-2-35574-120-3 |
| The Haunt of Fear    | t. 1 | The Haunt of Fear #15-17 et 4-7                       | mai 2015       | 978-2-35574-187-6 |
| The Haunt of Fear    | t. 2 | The Haunt of Fear #8-14                               | novembre 2017  | 978-2-35574-323-8 |
| The Haunt of Fear    | t. 3 | The Haunt of Fear #15-21                              | novembre 2019  | 978-2-35574-454-9 |
| Shock SuspenStories  | t. 1 | Shock SuspenStories #1-6                              | juin 2014      | 978-2-35574-133-3 |
| Shock SuspenStories  | t. 2 | Shock SuspenStories #7-12                             | février 2016   | 978-2-35574-234-7 |
| Shock SuspenStories  | t. 3 | Shock SuspenStories #13-18                            | juin 2019      | 978-2-35574-368-9 |
| Tales from the Crypt | t. 1 | Crypt of Terror #17-19 et Tales from the Crypt #20-22 | juin 2012      | 978-2-35574-107-4 |
| Tales from the Crypt | t. 2 | Tales from the Crypt #23-28                           | octobre 2013   | 978-2-35574-138-8 |
| Tales from the Crypt | t. 3 | Tales from the Crypt #29-34                           | mars 2015      | 978-2-35574-174-6 |
| Tales from the Crypt | t. 4 | Tales from the Crypt #35-40                           | mai 2016       | 978-2-35574-231-6 |
| Tales from the Crypt | t. 5 | Tales from the Crypt #41-46                           | novembre 2018  | 978-2-35574-355-9 |
| Two-Fisted Tales     | t. 1 | Two-Fisted Tales #18-25                               | janvier 2013   | 978-2-35574-121-0 |
| Weird Fantasy        | t. 1 | Weird Fantasy #13-17 et 6-8                           | avril 2018     | 978-2-35574-332-0 |
| Weird Fantasy        | t. 2 | Weird Fantasy #9-15                                   | septembre 2019 | 978-2-35574-450-1 |
| Weird Science        | t. 1 | Weird Science #12-15 et 5-8                           | novembre 2012  | 978-2-35574-114-2 |
| Weird Science        | t. 2 | Weird Science #9-15                                   | janvier 2015   | 978-2-35574-144-9 |
| Weird Science        | t. 3 | Weird Science #16-22                                  | mars 2016      | 978-2-35574-230-9 |